# Odvrácená strana Měsíce

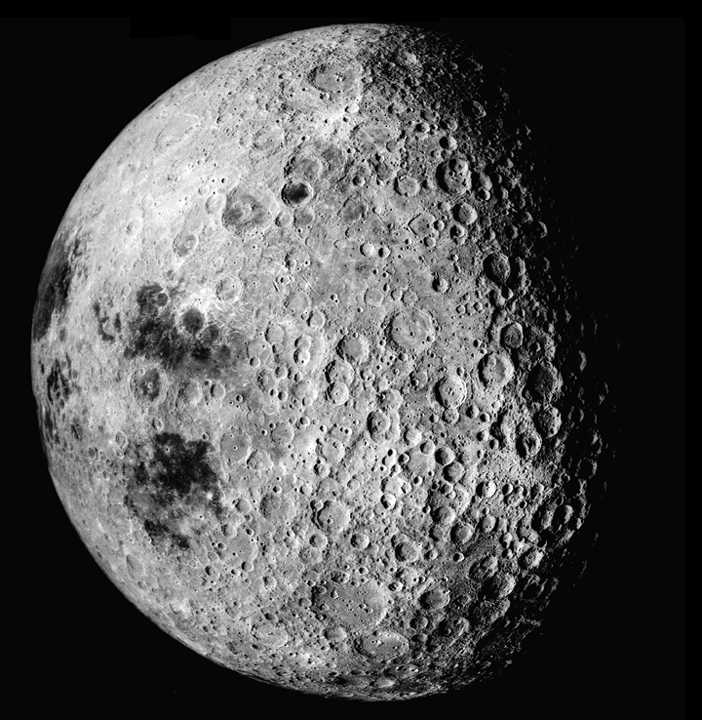
Snímek odvrácené strany Měsíce pořízený z lodi Apollo 16

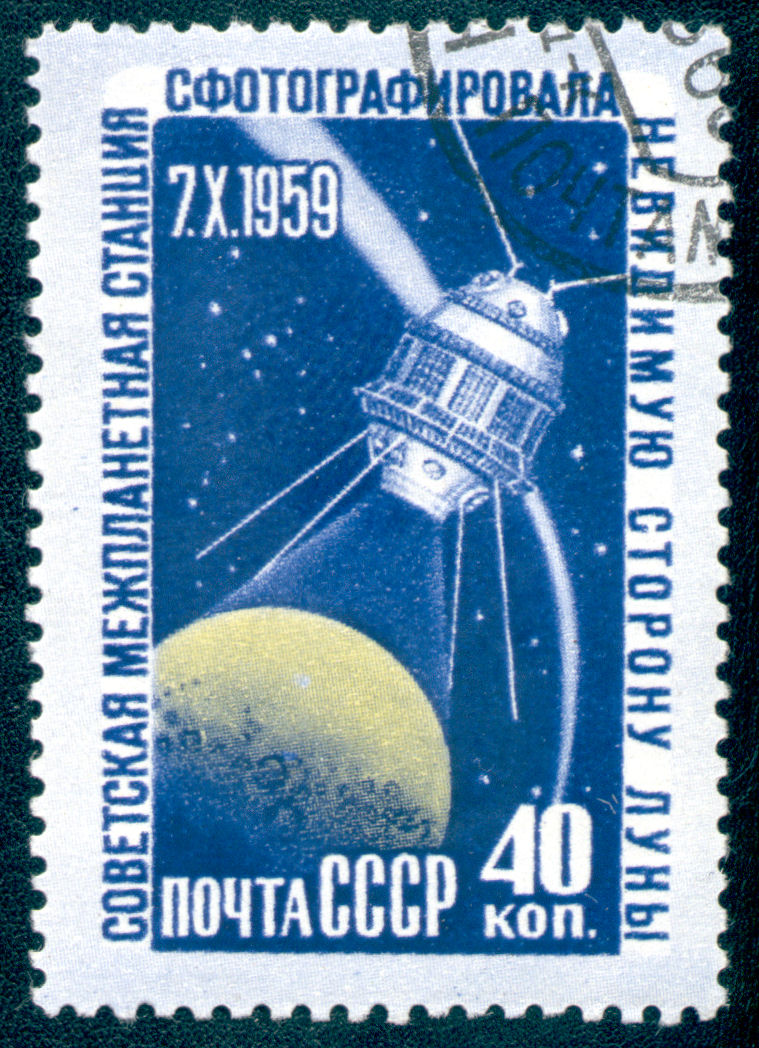
Sovětská známka oslavující Lunu 3, která pořídila jako první snímky odvrácené strany Měsíce

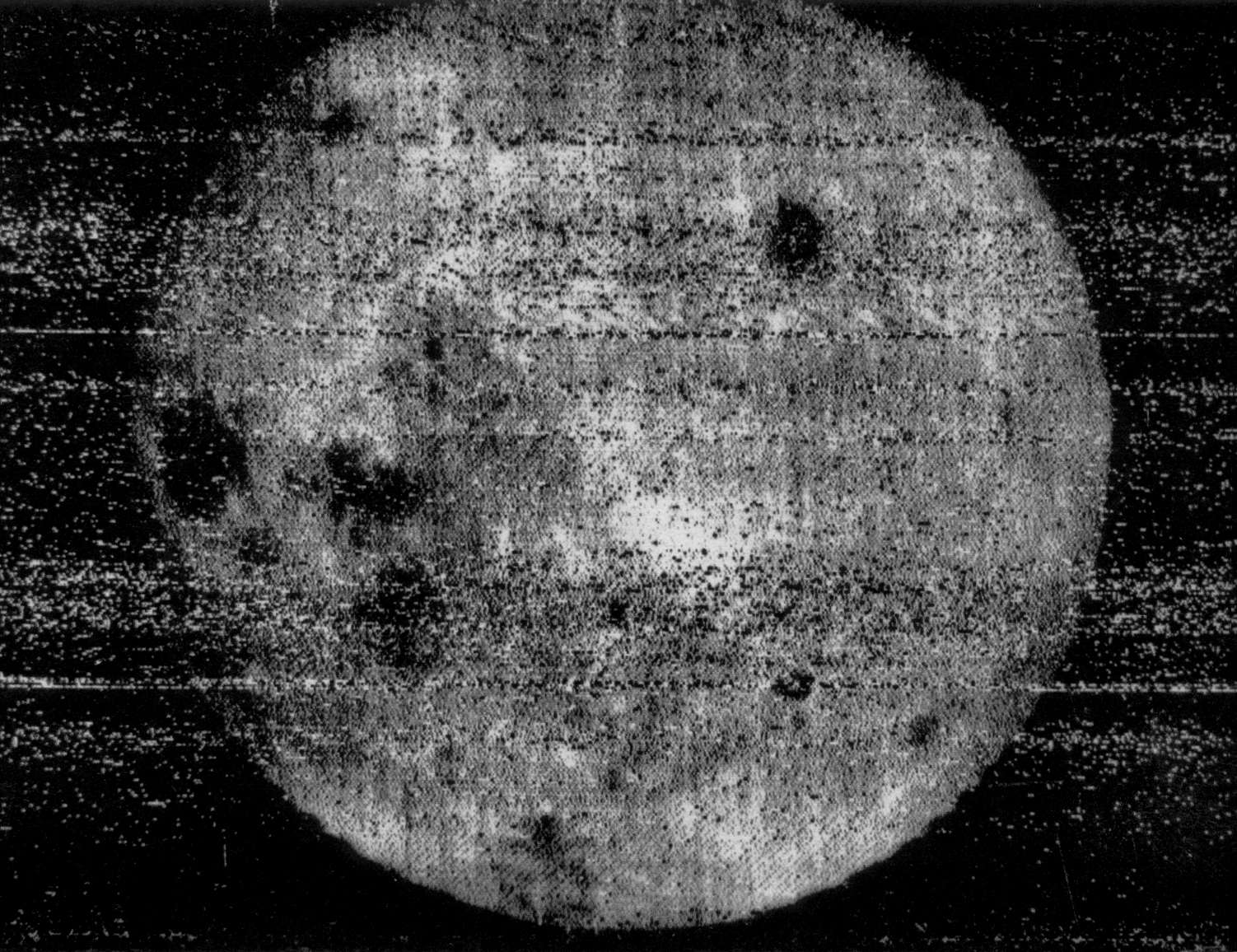
První snímek odvrácené strany Měsíce pořízený sondou Luna 3

Odvrácená strana Měsíce je měsíční hemisféra (polokoule), která je trvale odvrácena směrem od Země. Opačná polokoule se nazývá přivrácená strana Měsíce. Měsíc obrací k Zemi vlivem vázané rotace stále stejnou polokouli. Vázaná rotace, při které se satelit otočí kolem své rotační osy za stejnou dobu, za jakou oběhne svou mateřskou planetu, je ve Sluneční soustavě běžná. Tento způsob oběhu vzniká díky vzájemnému slapovému působení planet a jejich měsíců, při kterém se rotace obou těles zpomaluje a zároveň se satelity vzdalují od mateřských planet.
Přestože Měsíc k Zemi natáčí jen jednu polokouli, je možné díky vlivu librace pozorovat ze Země 9 % povrchu odvrácené strany Měsíce. Mezi útvary, které lze díky libraci pozorovat, patří Mare Humboldtianum (Moře Humboldtovo), Mare Marginis (Moře okraje) a Mare Smythii (Moře Smythovo), zčásti Mare Orientale (Moře východní) a Mare Australe (Moře jižní).
První snímky většiny odvrácené strany Měsíce pořídila až 7. října 1959 sovětská sonda Luna 3. První přistání provedla 3. ledna 2019 čínská sonda Čchang-e 4.

## Popis
Na rozdíl od přivrácené strany Měsíce je jeho odvrácená strana mnohem hornatější a obsahuje mnohem méně měsíčních moří. Poměr je 2,6 % na odvrácené polokouli ku 31,2 % na přivrácené. Tento rozdíl se vysvětluje tzv. izostatickým vyrovnáváním, kdy se měsíční kůra snaží vyrovnat s rozdílnou hustotou měsíčních bazaltů v oblasti moří na přivrácené straně a hornin tvořících pohoří na odvrácené straně Měsíce. Měsíční bazalty mají větší hustotu než ostatní horniny, proto je zde měsíční kůra slabší, horniny pohoří mají menší hustotu, proto je zde měsíční kůra silnější. K tomuto formování měsíční kůry došlo pravděpodobně v dobách raného vývoje Měsíce.
Na odvrácené straně Měsíce lze nalézt kromě moří nacházejících se v hraničních libračních oblastech (na rozhraní přivrácené a odvrácené polokoule, které lze při vhodném náklonu Měsíce pozorovat ze Země), také Mare Moscoviense (Moře moskevské) a Mare Ingenii (Moře touhy). Rozloha těchto moří je však výrazně menší než rozloha moří na přivrácené straně a nelze je pozorovat přímo z naší planety.
Mezi nejvýraznější útvary se zde mimo kotlin Mare Orientale a Mare Moscoviense řadí i krátery Ciolkovskij a Hertzsprung. Další rozlehlé krátery jsou např. Planck, Birkhoff, Mendělejev, Gagarin, Koroljov, D'Alembert, Leibnitz, Poincaré, Van de Graaff, Von Kármán a Apollo.

## Možnosti využití
Odvrácená část Měsíce je chráněna od radiového vysílání pocházejícího ze Země. Proto je toto místo vhodné pro výstavbu astronomických radioteleskopů, podobných radioteleskopu v Arecibu. Využit by mohl být kráter Daedalus, který se nachází blízko středu odvrácené strany Měsíce.